# Sébastien Philippe
Pour les articles homonymes, voir Philippe.
 (mai 2024).
Si vous disposez d'ouvrages ou d'articles de référence ou si vous connaissez des sites web de qualité traitant du thème abordé ici, merci de compléter l'article en donnant les références utiles à sa vérifiabilité et en les liant à la section « Notes et références ».
Sébastien Philippe, né le 8 février 1975 à Villeurbanne (Rhône), est un pilote automobile français et le directeur de l'équipe d'ART Grand Prix.

## Biographie
Il découvre, grâce à son père Gérard, le pilotage d’un karting en 1986. Les premières compétitions auxquelles il prend part sont suivies par d'autres plus fréquentes à partir de 1988, notamment au Championnat de France Cadets à Varennes-sur-Allier où il rate la victoire, étant sorti de la piste, alors en tête de la finale.
En 1991, il est intégré tout d’abord à l’équipe du Groupe Moulet Immobilier (une des premières structures professionnelles dans le milieu du karting) et remporte, la Coupe du Monde Junior CIK à Laval (F), au volant de son Sodikart-Dino. S’ouvrent ensuite les portes des qualifications pour les Championnats du Monde Formule A qui se tiennent au Mans en 1991 et à Ugento (ITA) en 1992. Il rapporte également une 6e place du Championnat d’Europe ICA à Wigan (GB) en 1992.
C’est vers l’automobile que Sébastien Philippe continue son ascension dans le monde des sports mécaniques. Il remporte, pour sa première expérience en monoplace, la Coupe de France Formule Renault Campus FFSA en 1993.
La Filière Elf, gérée par Roland Reiss et Henri Pescarolo, l'accueille pour participer aux Championnats de France de Formule Renault 1994 (meilleur débutant) & 1995 (6e).
Les portes de l’équipe ASM de Frédéric Vasseur s’ouvrent pour le Championnat de France de Formule 3 en 1996. Il termine cette première année de F3 en tant que meilleur débutant. 1997 est sa seconde saison de F3 : il termine 6e du Championnat de France, 5e du Grand Prix F3 de Monaco et 2e des Marlboro Masters de Zandvoort.
La 3e saison de F3 française de Sébastien Philippe se termine avec un bilan sportif mitigé, malgré les efforts de Robert Cherbourg, artisan du châssis Elyse.
En 1999, il s’exile au Japon pour participer au Championnat local de Formule 3 avec l’équipe Inging. Il termine le Championnat à la 3e place et accède ainsi au titre de Champion du Japon de F3 l’année suivante, au sein de l'équipe Dome, avec 3 victoires, 4 pole positions et 9 podiums.
C’est en fait à partir de cette saison que Sébastien Philippe devient pilote professionnel. Il est sous contrat avec Honda Racing jusqu’en 2006 pour participer au championnat Japan GT, devenu Super GT à partir de 2006. Au volant de la Honda NSX GT500 des équipes Dome Racing (de 2001 à 2004) puis de Raybrig Team Kunimitsu (2005 & 2006), Sébastien Philippe remporte 6 victoires (dont 2 fois les 1 000 kilomètres de Suzuka) et termine ainsi vice-champion en 2006, à 1 point du vainqueur.
Nismo (Nissan Motorsport International) le titularise au volant de la Nissan 350Z GT500 du team Hasemi Motorsport en 2007, puis de la Nissan GTR GT500 du Team Calsonic Impul en 2008 avec laquelle seront remportées deux victoires (dont les 1 000 kilomètres de Suzuka).